# تیم ملی فوتبال زنان قطر
تیم ملی فوتبال زنان قطر (انگلیسی: Qatar women's national football team) نماینده فوتبال زنان این کشور در رده ملی است و تحت نظارت فدراسیون فوتبال قطر قرار دارد.